# لاري بيكر
لاري بيكر (بالإنجليزية: Larry Baker)‏ هو لاعب كرة قدم أمريكية أمريكي، ولد في 9 مارس 1937 في شيلبي في الولايات المتحدة، وتوفي في 23 ديسمبر 2000.

## وصلات خارجية
- لاري بيكر على موقع مرجع كرة القدم المحترفة.كوم (الإنجليزية)